# Ушачские озёра
Уша́чские озёра (бел. Уша́цкія азёры) — группа озёр, расположенная в Ушачском районе, частично в Полоцком и Лепельском районах Витебской области Белоруссии. Многие озёра группы принадлежат бассейну реки Туровлянка.
Включает более 60 озёр общей площадью более 75 км² и объёмом воды более 350 млн м³. Самые большие озёра группы: Черствятское, Паульское, Отолово, Полозерье, Яново, Берёзовское, Кривое, Гомель.
Водсбор озёр более 803 км². Береговая линия в основном распаханная, представлена комплексом ледниковых и водно-ледниковых форм рельефа.
Образует живописный ландшафт, сочетая разные типы котловин, озовых гряд, которые их окружают, и комовых возвышенностей, часто поросших лесом.
Озёра соединены между собой многочисленными реками и ручьями; через ряд озёр протекает река Дива.
Уровень воды в Ушачской группе озёр отрегулирован плотиной перед озером Гомель.
Озёра Ушачской группы являются местом отдыха и туризма.